# Kingittorsuaq (Insel, Upernavik)
Kingittorsuaq (alte Rechtschreibung Kingigtorssuaĸ, „der große Hochragende“) ist eine grönländische Insel im Distrikt Upernavik in der Avannaata Kommunia.

## Lage
Kingittorsuaq liegt am Südufer des Ikeq (Upernavik Isfjord). Sie liegt 20 km nördlich von Upernavik und 22 km westnordwestlich von Aappilattoq. Nach Westen hin grenzt die Insel Kingittoq mit dem gleichnamigen verlassenen Wohnplatz an. Die dreieckige Insel misst von der Nordwestspitze zur Nordostspitze rund 2,7 km und von der Nordküste bis zur Südspitze rund 2,3 km. Ihre Fläche beträgt etwa 4,8 km² und der höchste Punkt hat eine Höhe von über 300 m.

## Geschichte

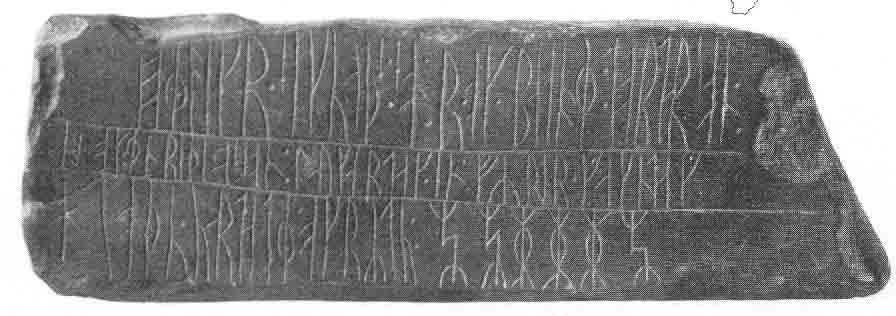
Runenstein von Kingittorsuaq

1824 fand der Grönländer Pelimut (Filemon) auf der Insel drei Steinhaufen, in denen der Runenstein von Kingittorsuaq lag, der etwa um 1300 von den Grænlendingar auf einer Reise nordwärts geritzt wurde.